# Stile persiano
Lo stile persiano (nuova lingua persiana: شیوه معماری پارسی) è uno stile di architettura ("sabk") definito da Mohammad Karim Pirnia quando classifica la storia dello sviluppo architettonico persiano/iraniano. Sebbene l'architettura media e achemenide rientrino in questa classificazione, anche l'architettura pre-achemenide è studiata come una sottoclasse di questa categoria.
Questo stile di architettura fiorì dall'VIII secolo a.C. dal tempo dell'Impero Medio, attraverso l'impero achemenide, fino all'arrivo di Alessandro Magno nel III secolo a.C.

## Galleria d'immagini

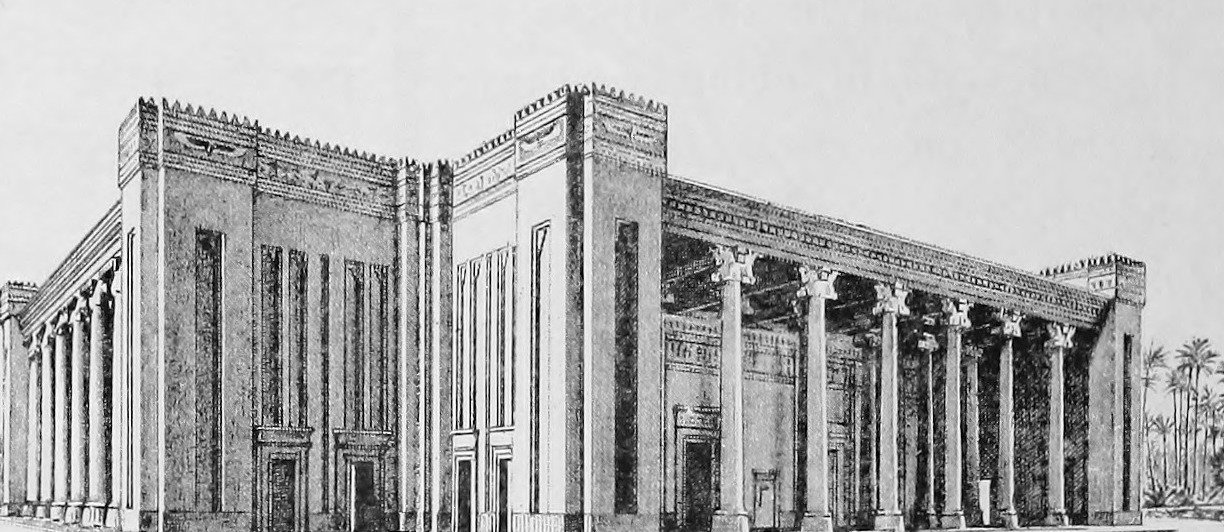
Palazzo di Dario a Susa.
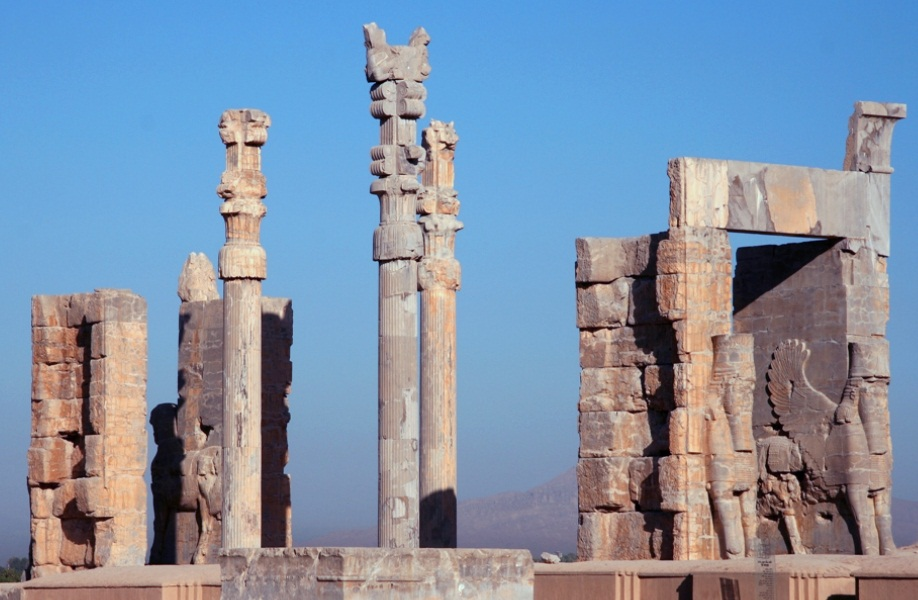
Persepoli
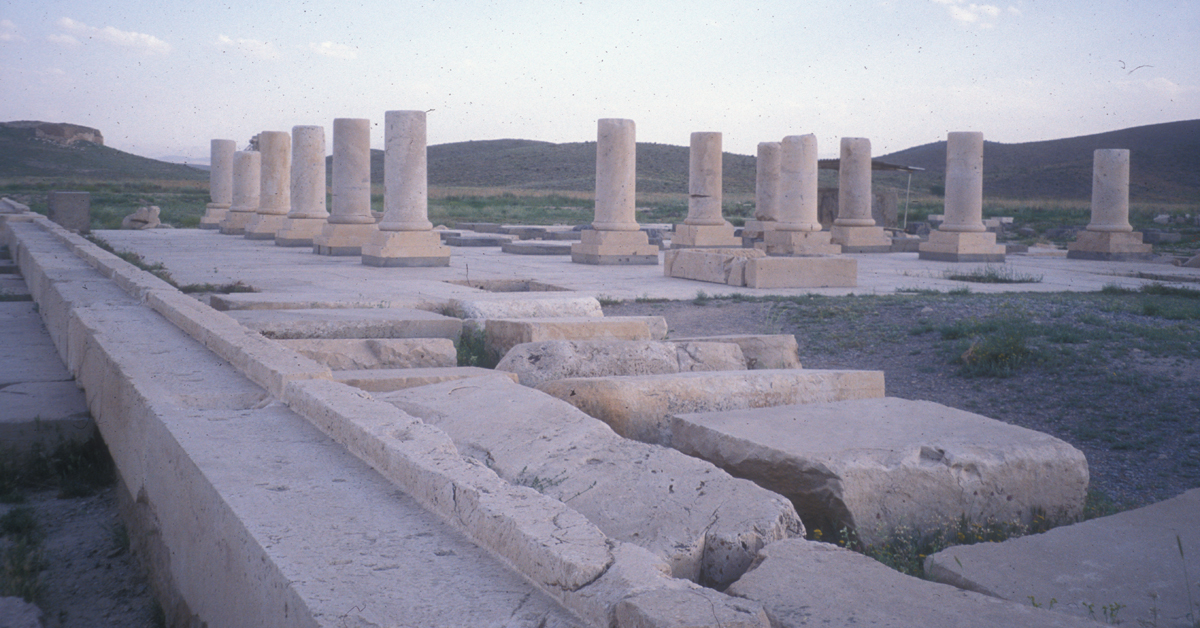
Pasargade
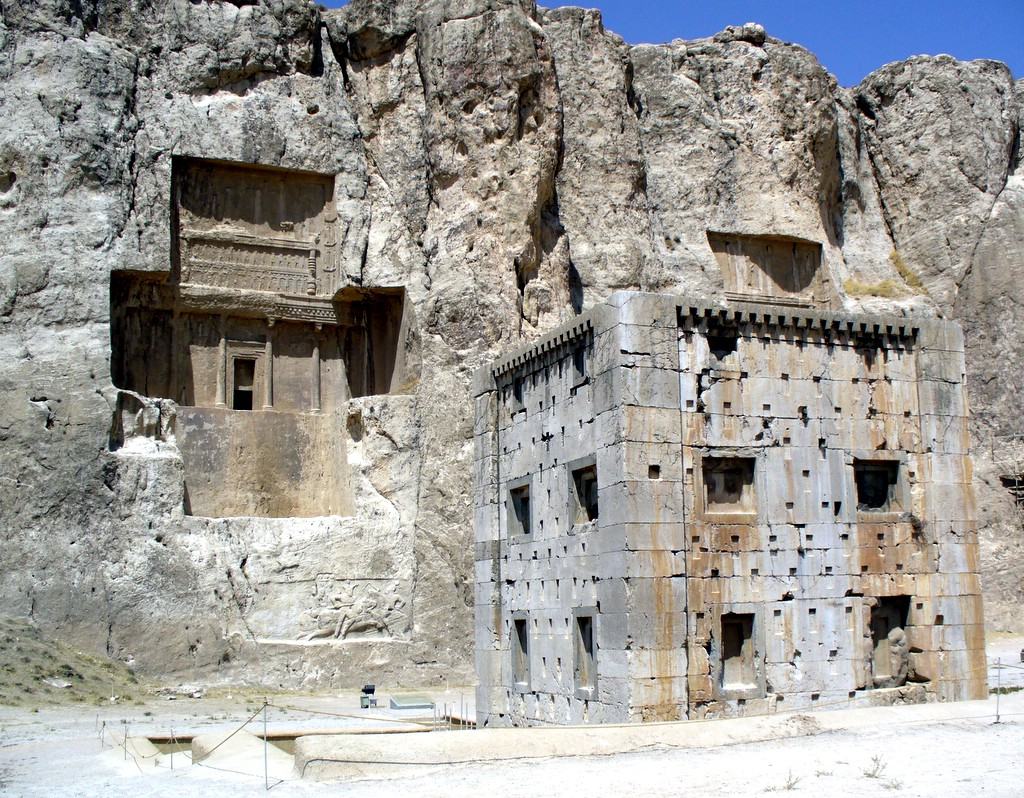
Naqsh-e Rostam